# Dendrobium vonroemeri
Dendrobium vonroemeri är en orkidéart som beskrevs av Johannes Jacobus Smith. Dendrobium vonroemeri ingår i släktet Dendrobium, och familjen orkidéer. Inga underarter finns listade i Catalogue of Life.